# Perfectae Caritatis
La Perfectae Caritatis è un decreto emanato dal Concilio Vaticano II sul rinnovamento della vita religiosa. È uno dei documenti più corti del Concilio. Approvato con 2321 voti favorevoli e 4 contrari dai vescovi riuniti in concilio, fu emanato dal papa Paolo VI il 28 ottobre 1965. Il titolo Perfectae Caritatis significa dal latino: la perfezione della carità. 
Tratta della vita religiosa dei membri degli istituti di vita consacrata (ordini religiosi e congregazioni religiose). Ha inteso portare il rinnovamento del Concilio nella vita religiosa.